# FC Bayern München in het seizoen 1996/97
Dit artikel beschrijft de prestaties van de Duitse voetbalclub FC Bayern München in het seizoen 1996/97, waarin de club kampioen werd.

## Spelerskern
| Nr.           | Naam                | Nationaliteit | Geboortedatum | Vorige club          |
| ------------- | ------------------- | ------------- | ------------- | -------------------- |
| Keepers       |                     |               |               |                      |
| 1             | Oliver Kahn         | Duitsland     | 15-06-1969    | Karlsruher SC        |
| 12            | Sven Scheuer        | Duitsland     | 19-01-1971    | /                    |
| 22            | Bernd Dreher        | Duitsland     | 02-11-1966    | KFC Uerdingen 05     |
| Verdedigers   |                     |               |               |                      |
| 2             | Markus Babbel       | Duitsland     | 08-09-1972    | Hamburger SV         |
| 3             | Markus Münch        | Duitsland     | 07-09-1972    | Bayer Leverkusen     |
| 4             | Oliver Kreuzer      | Duitsland     | 13-11-1965    | Karlsruher SC        |
| 5             | Thomas Helmer 2     | Duitsland     | 21-04-1965    | Borussia Dortmund    |
| 10            | Lothar Matthäus 1   | Duitsland     | 21-03-1961    | Internazionale       |
| 15            | Samuel Kuffour      | Ghana         | 03-09-1976    | 1. FC Nürnberg       |
| 28            | Frank Wiblishauser  | Duitsland     | 18-10-1977    | /                    |
| Middenvelders |                     |               |               |                      |
| 6             | Christian Nerlinger | Duitsland     | 21-03-1973    | /                    |
| 7             | Mehmet Scholl       | Duitsland     | 16-10-1970    | Karlsruher SC        |
| 8             | Thomas Strunz       | Duitsland     | 25-04-1968    | VfB Stuttgart        |
| 11            | Marcel Witeczek     | Duitsland     | 18-10-1968    | 1. FC Kaiserslautern |
| 13            | Mario Basler        | Duitsland     | 18-12-1968    | Werder Bremen        |
| 16            | Dietmar Hamann      | Duitsland     | 27-08-1973    | /                    |
| 17            | Christian Ziege     | Duitsland     | 01-02-1972    | Hertha Zehlendorf    |
| 23            | Frank Gerster       | Duitsland     | 15-04-1976    | /                    |
| 29            | Stefan Leitl        | Duitsland     | 29-08-1977    | /                    |
| Aanvallers    |                     |               |               |                      |
| 14            | Carsten Lakies      | Duitsland     | 08-01-1971    | SV Darmstadt 98      |
| 18            | Jürgen Klinsmann    | Duitsland     | 30-07-1964    | Tottenham Hotspur    |
| 19            | Carsten Jancker     | Duitsland     | 28-08-1974    | Rapid Wien           |
| 20            | Ruggiero Rizzitelli | Italië        | 02-09-1967    | Torino               |
| 21            | Alexander Zickler   | Duitsland     | 28-02-1974    | Dynamo Dresden       |
| 32            | Emanuel Bentil      | Ghana         | 03-12-1978    | Okwawu United        |

- = Aanvoerder
- Doelman Michael Probst keerde in 1996 terug naar de B-kern.

### Technische staf
|                 |                               |               |
| Functie         | Naam                          | Nationaliteit |
| Coach           | Giovanni Trapattoni (foto)    | Italië        |
| Assistent-coach | Klaus Augenthaler             | Duitsland     |
| Keeperstrainer  | Sepp Maier                    | Duitsland     |
| Teamarts        | Hans-Wilhelm Müller-Wohlfahrt | Duitsland     |

## Resultaten
| Bundesliga | DFB-Pokal   | UEFA Cup    |
| ---------- | ----------- | ----------- |
|            |             |             |
| Kampioen   | Kwartfinale | 1/32 finale |

## Uitrustingen
Hoofdsponsor: Opel

Sportmerk: adidas
| Thuis | Uit | Alternatief |

## Transfers

### Zomer
| Naam                | Nationaliteit | Van/naar           | Type       |
| ------------------- | ------------- | ------------------ | ---------- |
| Inkomend            |               |                    |            |
| Mario Basler        | Duitsland     | Werder Bremen      | Gekocht    |
| Bernd Dreher        | Duitsland     | KFC Uerdingen 05   | Gekocht    |
| Carsten Jancker     | Duitsland     | Rapid Wien         | Gekocht    |
| Carsten Lakies      | Duitsland     | SV Darmstadt 98    | Gekocht    |
| Markus Münch        | Duitsland     | Bayer Leverkusen   | Gekocht    |
| Markus Oberleitner  | Duitsland     | SpVgg Unterhaching | Gekocht    |
| Ruggiero Rizzitelli | Italië        | Torino             | Gekocht    |
| Samuel Kuffour      | Ghana         | 1. FC Nürnberg     | Einde huur |
| Uitgaand            |               |                    |            |
| Dieter Frey         | Duitsland     | SC Freiburg        | Verkocht   |
| Andreas Herzog      | Oostenrijk    | Werder Bremen      | Verkocht   |
| Emil Kostadinov     | Bulgarije     | Fenerbahçe         | Verkocht   |
| Jean-Pierre Papin   | Frankrijk     | Girondins Bordeaux | Verkocht   |
| Ciriaco Sforza      | Zwitserland   | Internazionale     | Verkocht   |

### Winter
| Naam               | Nationaliteit | Van/naar           | Type     |
| ------------------ | ------------- | ------------------ | -------- |
| Uitgaand           |               |                    |          |
| Markus Oberleitner | Duitsland     | Fortuna Düsseldorf | Verkocht |

## Bundesliga

### Eindstand
| #  | Club                     | Wed | Gew | Gel | Ver | V  | T  | Pnt. |
| -- | ------------------------ | --- | --- | --- | --- | -- | -- | ---- |
| 1  | Bayern München           | 34  | 20  | 11  | 3   | 68 | 34 | 71   |
| 2  | Bayer 04 Leverkusen      | 34  | 21  | 6   | 7   | 69 | 41 | 69   |
| 3  | Borussia Dortmund        | 34  | 19  | 6   | 9   | 63 | 41 | 63   |
| 4  | VfB Stuttgart            | 34  | 18  | 7   | 9   | 78 | 40 | 61   |
| 5  | VfL Bochum               | 34  | 14  | 11  | 9   | 54 | 51 | 53   |
| 6  | Karlsruher SC            | 34  | 13  | 10  | 11  | 55 | 44 | 49   |
| 7  | TSV 1860 München         | 34  | 13  | 10  | 11  | 56 | 56 | 49   |
| 8  | SV Werder Bremen         | 34  | 14  | 6   | 14  | 53 | 52 | 48   |
| 9  | MSV Duisburg             | 34  | 12  | 9   | 13  | 44 | 49 | 45   |
| 10 | 1. FC Köln               | 34  | 13  | 5   | 16  | 62 | 62 | 44   |
| 11 | Borussia Mönchengladbach | 34  | 12  | 7   | 15  | 46 | 48 | 43   |
| 12 | FC Schalke 04            | 34  | 11  | 10  | 13  | 35 | 40 | 43   |
| 13 | Hamburger SV             | 34  | 10  | 11  | 13  | 46 | 60 | 41   |
| 14 | FC Hansa Rostock         | 34  | 11  | 7   | 16  | 35 | 46 | 40   |
| 15 | Arminia Bielefeld        | 34  | 11  | 7   | 16  | 46 | 54 | 40   |
| 16 | Fortuna Düsseldorf       | 34  | 9   | 6   | 19  | 26 | 57 | 33   |
| 17 | SC Freiburg              | 34  | 8   | 5   | 21  | 43 | 67 | 29   |
| 18 | FC St. Pauli             | 34  | 7   | 6   | 21  | 32 | 69 | 27   |

Kampioen Bayern München, titelverdediger Borussia Dortmund en de nummer twee, Bayer 04 Leverkusen, plaatsten zich voor de UEFA Champions League 1997/98
Bekerwinnaar VfB Stuttgart plaatste zich voor de Europacup II 1997/98 waar het in de finale verloor met 0-1 van Chelsea FC
Titelverdediger FC Schalke '04, VfL Bochum, Karlsruher SC en TSV 1860 München namen deel aan de UEFA Cup 1997/98
Vier clubs, SV Werder Bremen, MSV Duisburg, 1.FC Köln en Hamburger SV, namen deel aan de UEFA Intertoto Cup 1997
Fortuna Düsseldorf, SC Freiburg en FC St. Pauli degradeerden naar de 2. Bundesliga
1. FC Kaiserslautern, Hertha BSC en VfL Wolfsburg promoveerden uit de 2. Bundeliga

## Afbeeldingen

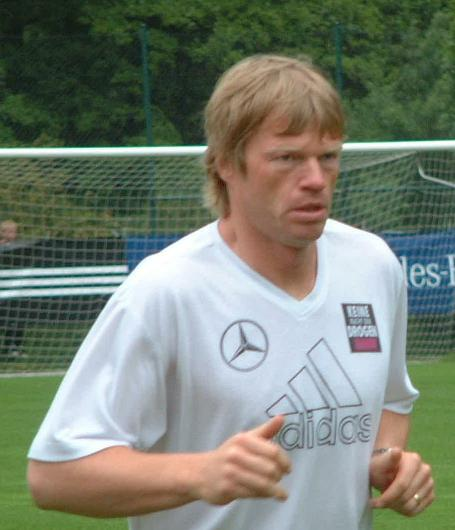
Oliver Kahn (doelman)
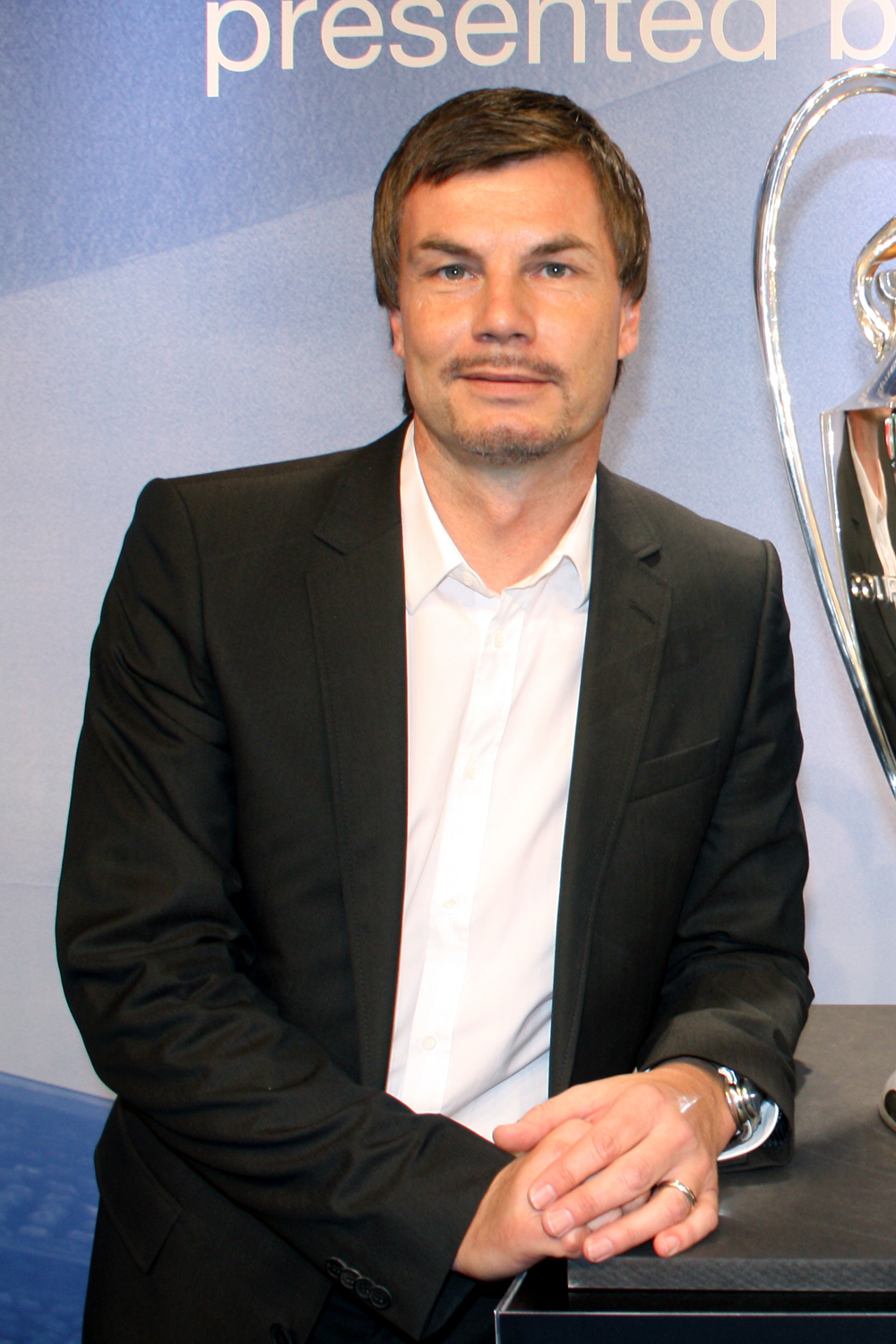
Thomas Helmer (verdediger)
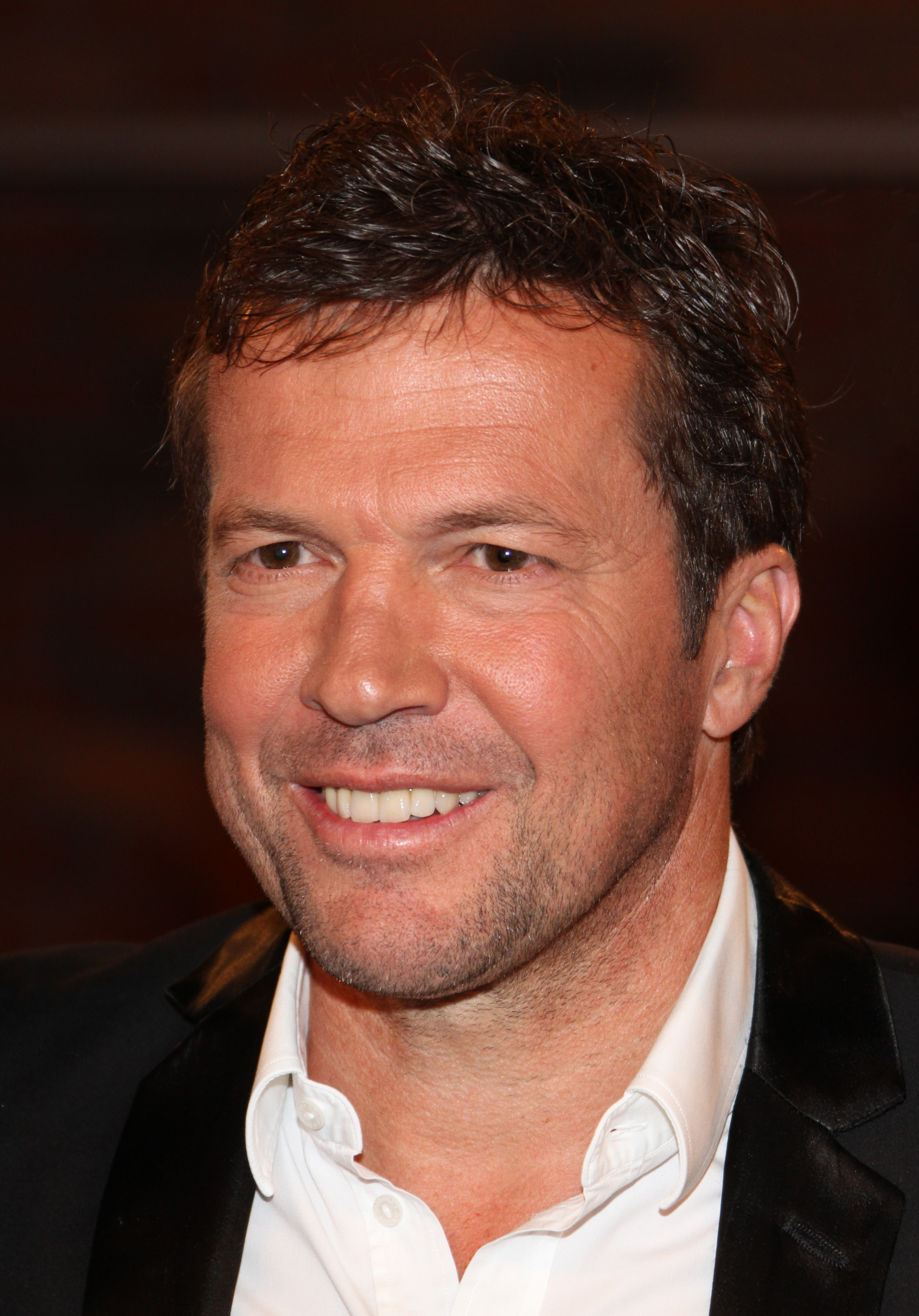
Lothar Matthäus (verdediger)
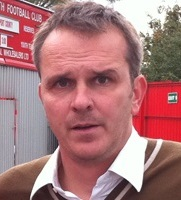
Dietmar Hamann (middenvelder)
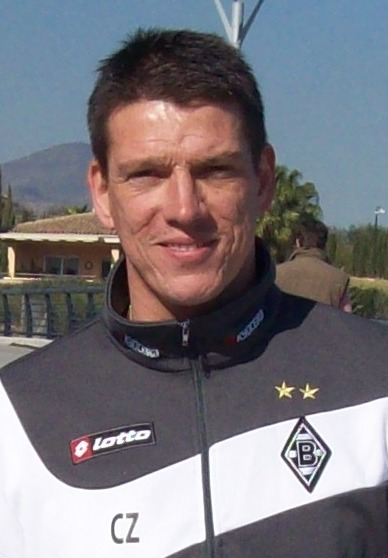
Christian Ziege (middenvelder)
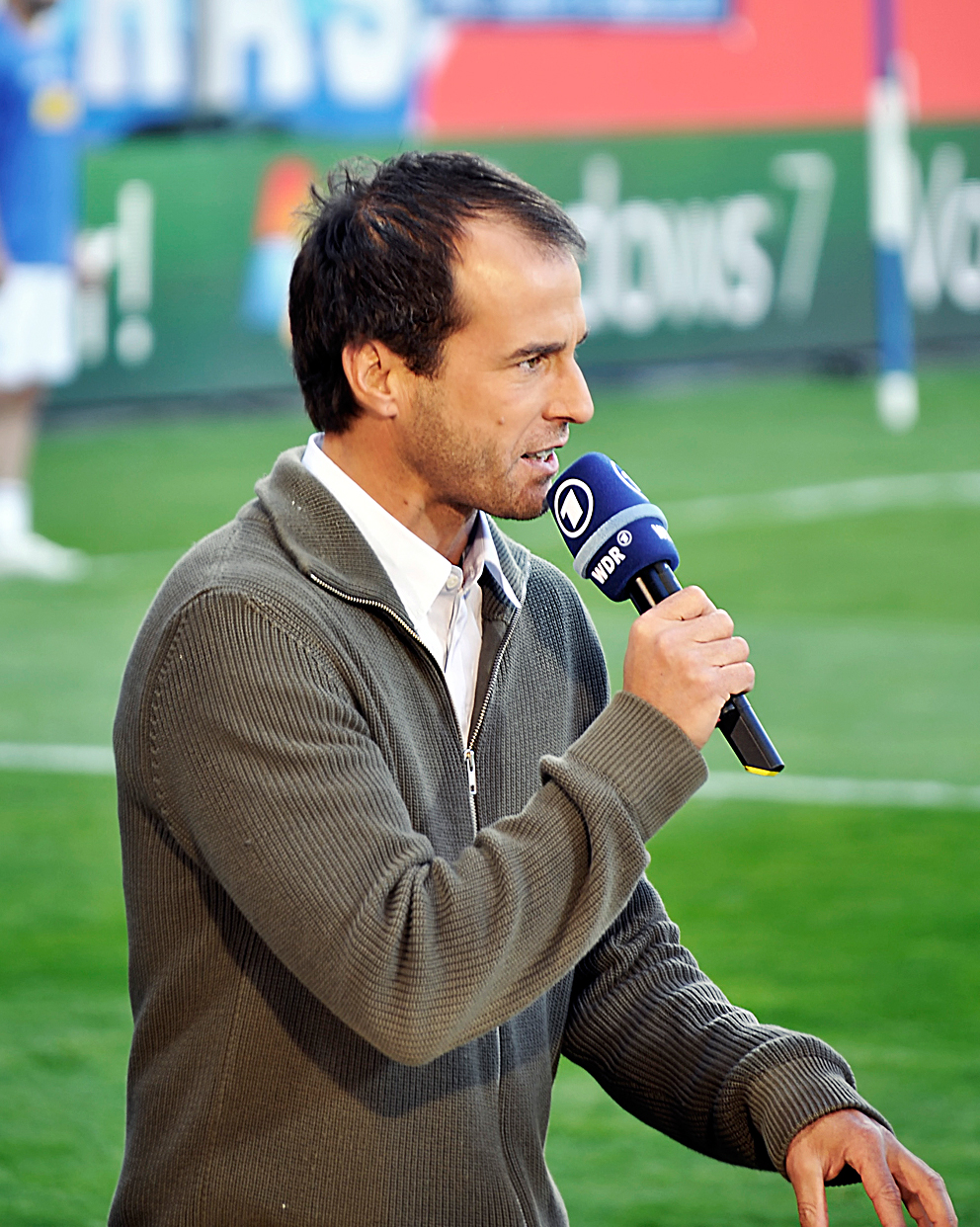
Mehmet Scholl (middenvelder)
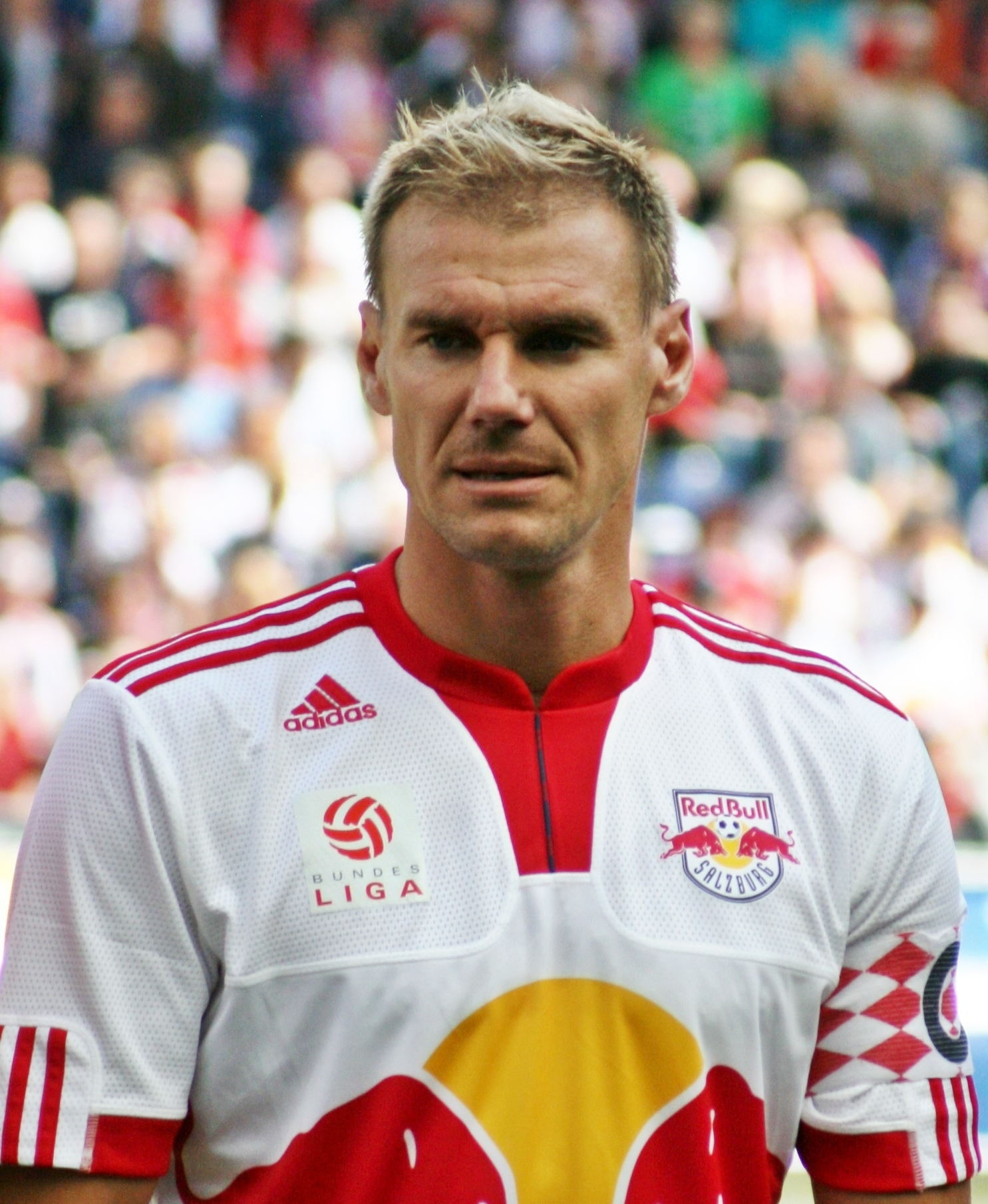
Alexander Zickler (aanvaller)
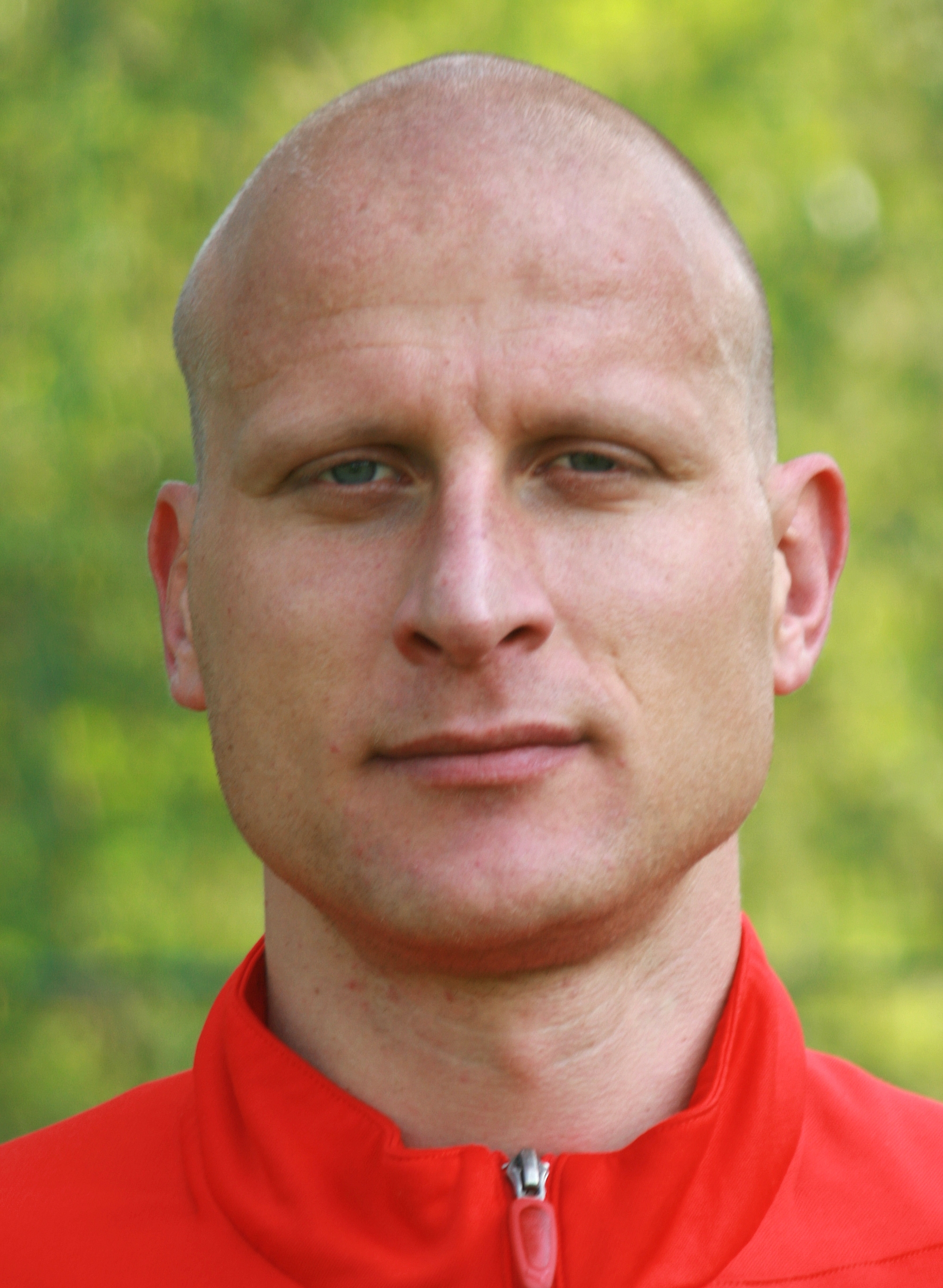
Carsten Jancker (aanvaller)
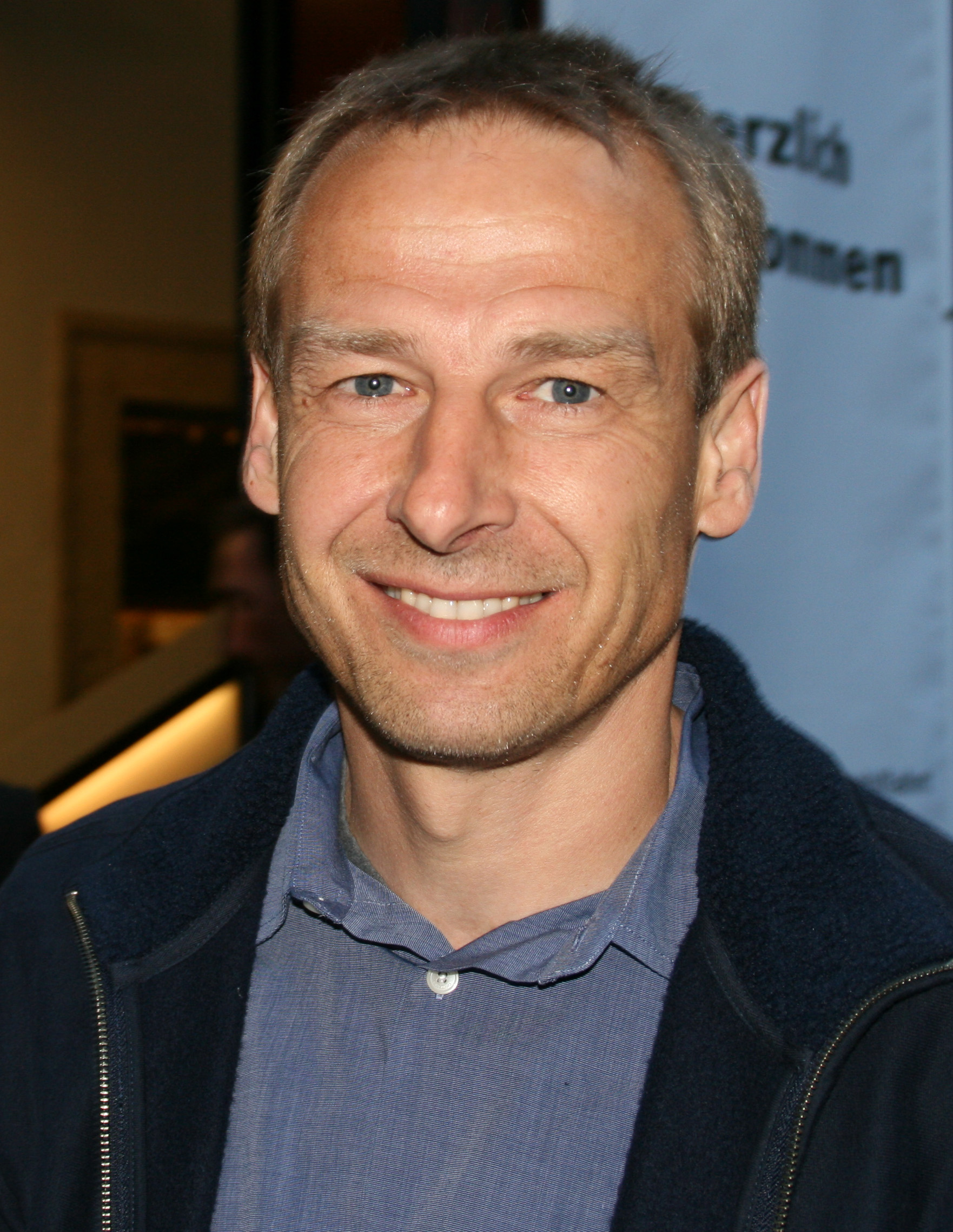
Jürgen Klinsmann (aanvaller)